# Philippe Petit (dominicain)
Pour les articles homonymes, voir Philippe Petit et Petit.
Philippe Petit né à Bouchain (Nord) en 1593 fondateur du couvent de Saint-Thomas d'Aquin à Douai.

## Biographie
Il entre tôt dans l'ordre des Dominicains, devient prieur du couvent de cet ordre à Douai. Il y enseigne et on le cite également comme prédicateur.